# Bezirk Panamá
Panamá ist ein Bezirk (distrito) der Provinz Panamá in Panama in der sich die Hauptstadt Panama-Stadt befindet. Die Einwohnerzahl betrug laut Volkszählung 2023 1.086.990. Es liegt in der östlichen Region des Landes, östlich des Panamakanals, gegenüber vom Golf von Panama.
Es ist das politische, wirtschaftliche, administrative und kulturelle Zentrum der Republik und Sitz fast aller großen Unternehmen des Landes.

## Gliederung
Der Bezirk Panamá ist administrativ in folgende Corregimientos unterteilt:
- 24 de Diciembre
- Alcalde Díaz
- Ancón
- Bella Vista
- Betania
- Caimitillo
- Chilibre
- Curundú
- Don Bosco
- El Chorrillo
- Ernesto Córdoba Campos
- Juan Díaz
- La Exposición o Calidonia
- Las Cumbres
- Las Garzas
- Las Mañanitas
- Pacora
- Parque Lefevre
- Pedregal
- Pueblo Nuevo
- Río Abajo
- San Felipe
- San Francisco
- San Martín
- Santa Ana
- Tocumen